# Apatophysis tonkinea
Apatophysis tonkinea är en skalbaggsart som beskrevs av Maurice Pic 1912. Apatophysis tonkinea ingår i släktet Apatophysis och familjen långhorningar. Inga underarter finns listade i Catalogue of Life.